# 佐竹義治
佐竹 義治（さたけ よしはる）は、室町時代の武将、大名。常陸守護。佐竹氏第14代当主。常陸太田城の城主。

## 概要
当時の佐竹家は、一族の山入氏との対立や、関東管領上杉氏、鎌倉公方（古河公方）の相次ぐ家中への干渉などにより弱体化しており、享徳元年（1452年）に父の義俊は一時居城を追われて、大山氏を頼るなど衰退の色を深めていた。この時、義治は那珂郡斧沼の要害（那珂西城）に居を移していた。
応仁元年（1467年）11月に太田城に父と共に帰還し、文明9年（1477年）に父が没したため家督を継いだ。
義治が当主となった後も一族の内紛は続き、まもなく古河公方と通じた佐竹山入家当主佐竹義知は久米城の久米義武を攻撃してくる。一時、義武が戦死するなど苦戦したが、義治は岩城氏など周辺国の援助も受け、ついに義知を討った。山入家の脅威が去ったものの、今度は佐竹氏の弱体化を知った岩城氏の岩城常隆の侵略を招いた。車城や竜子山城など佐竹方の城は次々に失陥し、一時は常陸太田城も脅かされたが、岩城氏に車城など三城を割譲し、子の義舜の妻に常隆の妹を迎えることで和議を結んだ。1489年には山入家を継いでいた佐竹義藤の要請により伊達氏、蘆名氏、白河結城氏が佐竹氏領に侵攻した。義治は家老の小野崎通綱（小野崎氏）の働きによりこれを退けた。
延徳2年（1490年）死去、享年48。天徳寺に葬られた。
家督は義舜によって継承された。

## 系譜[1]
- 父：佐竹義俊
- 母：花渓妙栄禅定尼 - 小山大膳大夫の娘
- 正室：冨春妙栄禅定尼（1446-1515）- 大山常金の娘
  - 次男：佐竹義舜（1470-1517）- 佐竹氏第15代当主
  - 三男：久米義武（1473-?） - 久米城に入る。法名・明窓浄光
  - 三女：長源妙久（1474-?）- 石塚義親に嫁ぐも、間もなく卒
  - 四男：佐竹義信（1476-1533）- 佐竹北家の祖。法名・超岩道祟
  - 四女：先室昌寿（1482-?）- 三女の没後に同じ石塚義親に嫁す
  - 五男：佐竹政義（1484-1534） - 佐竹東家の祖。法名・天叟常清
- 妾
  - 長男：佐竹周義（1463-?）- 仏門に入り、増井竹宗と称する
  - 長女：蘭渓（1466-?） - 小野岡義森の妻
  - 次女：伝燈院月渓妙清（1469-?） - 小場義積の妻